# Stethopseudinca maculata
Stethopseudinca maculata är en skalbaggsart som beskrevs av Valck Lucassen 1933. Stethopseudinca maculata ingår i släktet Stethopseudinca och familjen Cetoniidae. Inga underarter finns listade i Catalogue of Life.